# Lug Zabočki
Lug Zabočki is een plaats in de gemeente Zabok in de Kroatische provincie Krapina-Zagorje. De plaats telt 535 inwoners (2001).